# Hovdräkt

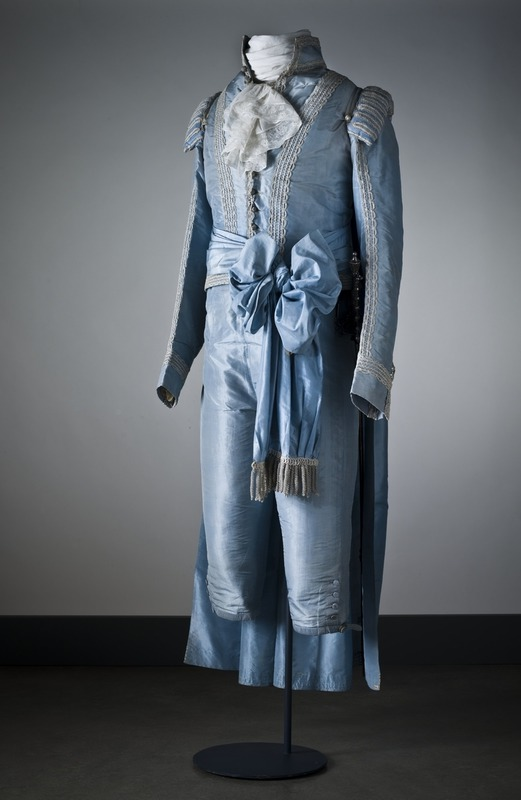
Gustaf III:s hovdräkt, i blå galaversion. Den är av siden.

Hovdräkt är en enhetlig klädsel som bärs av personer vid ett hov.

## Sverige

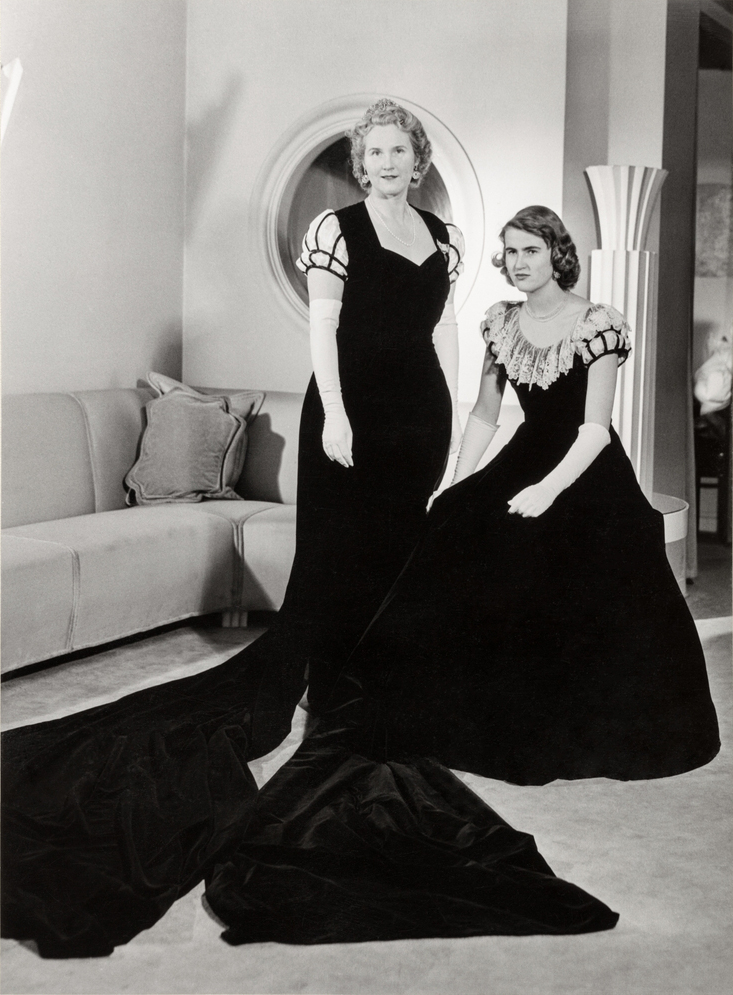
Fru och fröken Winther i hovdräkt på Nordiska kompaniets franska damskrädderi, 1947

Från 1778 bars Gustav III:s nationella dräkt i svart och rött till vardags, i vitt och blått till gala. Begreppet avser dock sedan cirka 1800 främst den kvinnliga dräkten, i vilken puffärmar med ränder funnits kvar från nationella dräkten. Den kvinnliga hovdräkten användes vid cour till och med 1950 och vid riksdagens högtidliga öppnande sista gången 1974. Sedan 1988 bärs hovdräkt i mörkblå sammet av hovdamer.

## Galleri

Hovdräkt av svart sammet, 1900-talets mitt - Livrustkammaren
Hovdräkt - Livrustkammaren
Svenska hovdräkten, 1980-tal - Livrustkammaren
Hovdräkt (blekt) från 1790-talet - Livrustkammaren
Hovdräkt tillhörande Wilhelmina von Hallwyl - Hallwylska museet